# رود لوگر
لوگر رودخانه ای در افغانستان است که نام آن از دره لوگر و ولایت لوگر گرفته شده‌است. در ولایت میدان وردک که دریا از آنجا سرچشمه می‌گیرد، به نام دریای چک نامیده مشهور است. سد چک وردک بر روی این دریا در ولسوالی چک وردک، ولایت میدان وردک ساخته شده‌است.
دریای لوگر منطقه وسیعی از کشور را طی می‌کند، در ولایت میدان وردک از دامنه‌های جنوبی دره سنگلاخ بالا می‌رود و از تپه‌های منطقه خارور، شمال شرقی غزنی بعد از اینکه معاونان خود را گرفت در چند کیلومتری شهر کابل به دریای کابل می‌پیوندد. دره حاصلخیز و خوب آبیاری شده لوگر، که توسط شاخه جنوبی این دریا آبیاری می‌شود، حدود ۶۴ کیلومتر (۴۰ مایل) طول و ۱۹ کیلومتر (۱۲ مایل) عرض دارد. این منطقه در مجاورت پایتخت واقع شده و به‌طور قابل توجهی به تأمین مواد غذایی کابل کمک می‌کند.
یک شهر باستانی بزرگ در سال ۲۰۰۲، درست در جنوب پل علم مرکز لوگر کشف شد که قدمت آن حداقل به ۱۷۰۰ سال قبل و زمان کوشانی‌ها برمی گردد. این شهر شامل ساختمانهای چند طبقه و معابد متعددی است که مساحت آن حدود ۳۰ کیلومتر مربع می‌باشد. اما در طول جنگ‌های اخیر با بسیاری از اشیا عتیقه در بازار سیاه به غارت رفته‌است.